# Jipapad
Jipapad is een gemeente in de Filipijnse provincie Eastern Samar op het eiland Samar. Bij de laatste census in 2007 had de gemeente bijna 7 duizend inwoners.

## Geografie

### Bestuurlijke indeling
Jipapad is onderverdeeld in de volgende 13 barangays:
| - Agsaman - Barangay 1 - Barangay 2 - Barangay 3 - Barangay 4 - Cagmanaba - Dorillo | - Jewaran - Mabuhay - Magsaysay - Recare - Roxas - San Roque |

## Demografie
Jipapad had bij de census van 2007 een inwoneraantal van 6.882 mensen. Dit zijn 286 mensen (4,3%) meer dan bij de vorige census van 2000. De gemiddelde jaarlijkse groei komt daarmee uit op 0,59%, hetgeen lager is dan het landelijk jaarlijks gemiddelde over deze periode (2,04%). Vergeleken met de census van 1995 is het aantal mensen met 660 (10,6%) toegenomen.

De bevolkingsdichtheid van Jipapad was ten tijde van de laatste census, met 6.882 inwoners op 234,8 km², 29,3 mensen per km².